# Christian Kjær
Christian Poul Tage Kjær, född 22 april 1943 i Köpenhamn, är en dansk jurist och konservativ politiker. Han är också en storägare i FLSmidth & Co.
Christian Kjær är son till kirurgen Tage Kjær och svåger till Poul Bundgaard. Han utbildade sig till jurist med cand.jur.-examen 1972. Han öppnade eget advokatkontor 1975.
Christian Kjær är tidigare styrelseordförande i NKT Holding och har varit ledamot i styrelserna för flera danska företag, till exempel FLSmidth & Co, Faxe Kalkbrud och Aalborg Portland. Han är kommunpolitiker för Konservative Folkeparti i Rudersdals kommun.
Christian Kjær är hofjægermester, en titel som den danska drottningen tilldelar utvalda markägare och kungliga jägaremästare. Kjær var också jaktkamrat till prins Henrik, och blev 2005 utnämnd till kammarherre, en titel som han fråntogs i maj 2019 efter att han dömts till fängelse.
Han var i första äktenskapet gift med balettdansösen Fritzy Koch, i andra äktenskapet med Janni Spies 1988-2008, samt i tredje äktenskapet med läkaren Susan Astani 2014.